# Uvala Vrulja kod Brela
Uvala Vrulja kod Brela este o arie protejată (sit de importanță comunitară — SCI) din Croația întinsă pe o suprafață de 30,3 ha, integral marine.

## Localizare
Centrul sitului Uvala Vrulja kod Brela este situat la coordonatele 43°23′53″N 16°53′11″E / 43.39802°N 16.886385°E.

## Înființare
Situl Uvala Vrulja kod Brela a fost declarat sit de importanță comunitară în iulie 2013 pentru a proteja un număr necunoscut de specii din flora spontană și fauna sălbatică aflate în arealul zonei.

## Biodiversitate
Situată în ecoregiunea marină mediteraneană, aria protejată conține 2 habitate naturale: Recifuri, Peșteri marine scufundate complet sau parțial.
La baza desemnării sitului se află un număr nedeclarat de specii protejate.